# Georg Bauhofer

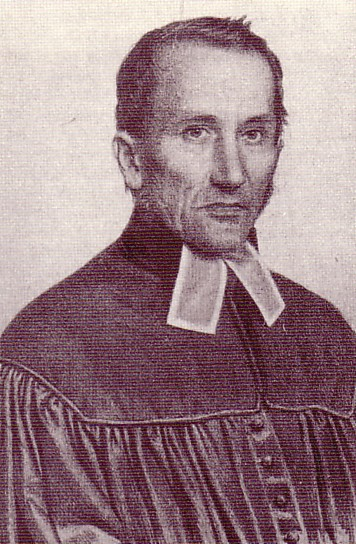
Pfarrer Georg Bauhofer

Johann Georg (ungarisch: János György) Bauhofer (* 26. November 1806 in Ödenburg (heute Sopron); † 14. Juli 1864 in Ofen (heute Buda)) war ein evangelisch-lutherischer Pfarrer und Publizist.

## Leben und Karriere

### Jugend, Studium und erste Pfarrstelle in Sommerein
Bauhofer wurde als Sohn des Schustermeisters Abraham Bauhofer und seiner Ehefrau Barbara geb. Unger geboren. Er war das erste von neun Kindern. Die Grundschule besuchte Bauhofer in Ödenburg. Seine Vaterstadt war im beginnenden 19. Jahrhundert eine rein deutschsprachige Stadt, und da die Eltern wünschten, dass sich der kleine Georg auch die ungarische Sprache aneignete, wurde er während der Sommerferien in das ungarische Felsöbükk zu Freunden geschickt. Danach besuchte er die berühmten Lyzeen von Ödenburg und Preßburg, um anschließend an der k.k. Protestantisch-Theologischen Lehranstalt A.C. und H.C., der späteren Evangelisch-Theologischen Fakultät der Universität Wien, seine Studien zu beenden. Im Februar 1828 wurde er von dem Superintendenten János Bis zum evangelisch-lutherischen Pfarrer ordiniert.
Nach einer kurzen Zeit als Hilfsprediger in seiner Heimatstadt wurde Bauhofer im Mai 1829 zum Pfarrer in Sommerein auf der fruchtbaren Großen Schüttinsel, nur etwa 20 km vom Preßburg entfernt, bestellt. Bereits im November desselben Jahres vermählte er sich mit der ebenfalls aus Ödenburg stammenden Wilma, geb. Schneider, mit welcher er 35 glückliche Ehejahre verbrachte. Aus der Ehe gingen 14 Kinder hervor, von welchen jedoch nur 8 das Erwachsenenalter erreichten.
Sommerein gehört zur Zeit Bauhofers, neben neun anderen Kirchengemeinden, dem Preßburger Seniorat an; es liegt in einer rein ländlichen Gegend und ist von der Landwirtschaft geprägt. In Sommerein gibt es seit 1785 wieder einen schönen klassizistischen Kirchenbau, in welchem Bauhofer die etwa 300 evangelischen Gemeindeglieder seelsorgerisch betreute. Zur Gemeinde gehören noch weitere 12 kleine Diasporasprengel der Umgebung, die ebenfalls von Sommerein aus betreut werden mussten.

### Freundschaft mit Maria Dorothea von Württemberg
Bauhofer war ein Theologe des Kreuzes. Im Gegensatz zum theologischen Rationalismus der damaligen Zeit, war er ein von der Bibel geprägter Erweckungsprediger, dem das Missionsfeuer der Herrnhuter Brüdergemeine nahe stand. Diese Einstellung scheint der Hauptgrund dafür zu sein, weshalb er Maria Dorothea von Württemberg, der dritten Gattin von Joseph Anton Johann von Österreich, Palatin von Ungarn, als Prediger so imponierte. Die Palatinessa nahm bis an ihr Lebensende auch am persönlichen Wohlergehen von Bauhofer und seiner Familie regen Anteil. Immer wieder unterstützte sie ihn auch finanziell, um sein schmales Jahresgehalt, welches etwa 250 Gulden betrug, aufzubessern. Für Bauhofers jüngste Tochter übernahm sie 1846 die Patenschaft; das Mädchen – welches die Erzherzogin auch persönlich über das Taufbecken hielt – bekam den Taufnamen seiner Patin, Maria Dorothea.
Wenn Maria Dorothea in Preßburg weilte, besuchte sie öfters Bauhofers Gottesdienste in Sommerein, was unter der einfachen Dorfbevölkerung des Ortes beträchtliches Aufsehen erregte. Aber auch Bauhofer wurde in dieser Zeit von der Erzherzogin häufig in ihre Residenzen, zuerst ins Preßburger Palais Grassalkovich und später auch auf den Burgberg zu Ofen eingeladen, um intensive Glaubensgespräche zu führen. Maria Dorothea setzte sich dafür ein, dass die zahlenmäßig noch sehr kleine Gemeinde in Ofen (im Jahre 1844 betrug ihre Zahl der Evangelischen lediglich 402 Seelen) selbständig werden sollte, und wünschte, dass Bauhofer als erster Prediger dieser Gemeinde bestellt würde und gleichzeitig das Amt des Hofpredigers auf der Ofener Burg innehaben sollte. Diesen Wunsch unterstrich sie mit einer großzügigen Stiftung von 20.000 Gulden. Es folgten jahrelange Verhandlungen mit der Kirchenleitung, die letztlich mit Erfolg gekrönt waren.

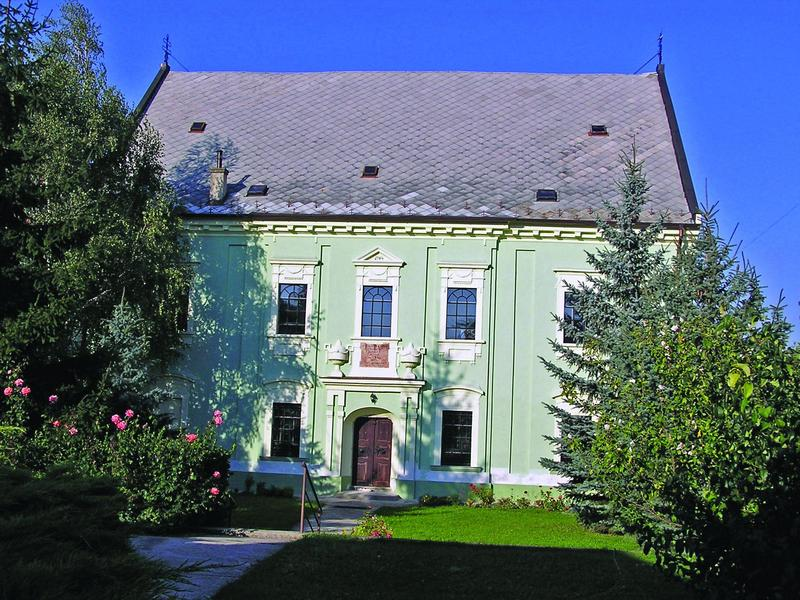
Anhand des Toleranzpatents von Kaiser Joseph II. errichtetes Bethaus in Sommerein aus dem Jahre 1785. Das Gebäude durfte keinen Turm und Glocken haben. Bauhofer wirkte hier 15 Jahre lang.

### Umzug nach Ofen
Im September 1844 verließ Bauhofer nach 15-jähriger Tätigkeit Sommerein und zog mit seiner Familie nach Ofen um. Am 20. Oktober 1844 hielt er seine Antrittspredigt am Ofener Burgberg über die Worte des Apostels Paulus in (1. Kor. 2,1–2 ): „Auch ich, liebe Brüder, als ich zu euch kam, kam ich nicht mit hohen Worten und hoher Weisheit, euch das Geheimnis Gottes zu verkündigen. Denn ich hielt es für richtig, unter euch nichts zu wissen als allein Jesus Christus, den Gekreuzigten“. Im Laufe der Zeit entwickelte Bauhofer mehrere Projekte; so war er der erste Herausgeber der Zeitung Der evangelische Christ, der ersten deutschsprachigen evangelischen Zeitschrift in ganz Altungarn, Begründer des Protestantischen Landeswaisenhauses und erster Archivar der evangelischen Kirche.

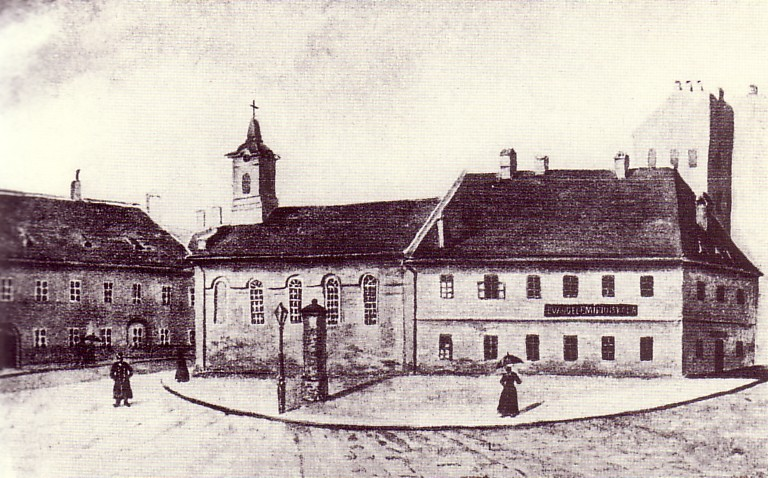
Die erste evangelische Kirche (und Schulhaus) am Burgberg zu Ofen um die Mitte des 19. Jahrhunderts (1896 abgerissen)

Im Jahre 1846 gelang es mit Hilfe des Palatins, auf dem Burgberg zu Ofen (am St.-Georg-Platz in der Nähe des Tores zur Wasserstadt) ein Grundstück für den Bau der ersten evangelischen Kirche in Ofen zu erwerben. Bereits 1847 konnte dieses Grundstück mit einer kleinen Kirche, Schule und Pfarrhaus bebaut werden. Diese im Empirestil gehaltene Burgkirche diente der kleinen, anfangs rein deutschen evangelischen Kirchengemeinde von Ofen nahezu 50 Jahre lang. 1896 zog die Gemeinde in ihr heutiges Domizil, in die neue Kirche am Wiener Torplatz (Bécsi kapu tér) um.

### Publizistische Tätigkeit
Bauhofer war neben seiner seelsorgerischen Arbeit auch publizistisch tätig. 22 Werke von ihm sind im Druck erschienen. Sein bedeutendstes Werk ist Die Geschichte der evangelischen Kirche Ungarns von der Reformation bis 1850. Die Entstehung dieses Werkes hat eine interessante Vorgeschichte. Maria Dorothea brachte in Erfahrung, dass sich im Nachlass des Superintendenten Theophil Gamauf in Ödenburg wertvolle kirchengeschichtliche Handschriften befinden. Insgesamt handelte es sich um 445 Einheiten, welche Maria Dorothea erwarb, 1847 der evangelischen Kirche schenkte und Bauhofer in Obhut gab. Diese Schenkung bewog Bauhofer dazu, sein Buch zu schreiben. Bauhofers Manuskript kam infolge der Revolution von 1848 auf abenteuerliche Weise ins Ausland. Die Ehefrauen zweier aus Ungarn ausgewiesener schottischer Missionare versteckten die Manuskripte in den Falten ihrer Krinolinenkleider und passierten so die ungarisch-österreichische Grenze. In Wien wurden die Handschriften Maria Dorothea übergeben, welche diese über die dortige englische Botschaft ins Ausland bringen ließ. Ein Exemplar wurde ins Englische übersetzt und erschien, mit einem Vorwort des bedeutenden Kirchenhistorikers Jean-Henri Merle d’Aubigné versehen, 1854 in London und gleichzeitig in Boston, USA. Das zweite Exemplar kam zu König Friedrich Wilhelm IV. von Preußen nach Berlin, wo es dessen Hofprediger Friedrich Wilhelm Krummacher ebenfalls im Jahre 1854 auf Deutsch herausgab. Die Kosten wurden von Maria Dorothea getragen. Da man befürchten musste, dass Bauhofer als Autor dieses Buches Repressalien ausgesetzt sein könnte, erschien das Buch anonym. Mit dieser Schrift legte Bauhofer ein aktuelles, allgemein lesbares und bis in die Gegenwart gültiges Standardwerk der Kirchengeschichte Ungarns vor, in dem auch die Forschungserkenntnisse aus der Gamauf'schen Handschriftensammlung verarbeitet wurden.

### Kirchenpolitik
Neben seiner Alltagsarbeit als Pfarrer war Georg Bauhofer auch kirchenpolitisch tätig. Häufig war er Mitglied von Delegationen der Evangelischen Kirche Altungarns, die bei Regierungsstellen in Ofen, jedoch auch in Wien, in Kirchenangelegenheiten verhandelten.
Im Jahre 1851 beauftragte der Wiener Hof eine Reihe von namhaften evangelischen Theologen, darunter auch den bedeutenden slowakischen Pfarrer und Gelehrten Karol Kuzmány, welcher ab 1849 als Theologieprofessor in Wien tätig war, mit der Ausarbeitung eines „Kaiserlichen Patentes“. Dieses Patent sollte die Organisation der evangelischen Kirche inhaltlich und administrativ neu regeln (so waren z. B. – statt der vorhandenen vier – sechs Superintendenturen vorgesehen; die Macht der weltlichen Kircheninspektoren sollte deutlich eingeschränkt werden etc.). Als das Patent am 1. September 1859 von Kaiser Franz Joseph I. erlassen wurde, löste es heftige Diskussionen und bei vielen Gemeinden einen Sturm der Entrüstung aus. Letztlich lehnten 333 – überwiegend ungarische – Gemeinden (von insgesamt 559) das Patent ab. Das Patent konnte daher nicht in Kraft treten und musste vom Kaiser bereits im Juni 1860 wieder zurückgenommen werden; es wurde 1861 durch das Protestantenpatent ersetzt.
Georg Bauhofer gehörte zu den Befürwortern des Patents, wodurch er sich bei vielen seiner Zeitgenossen unbeliebt machte und als „Monarchist“ abgestempelt wurde. Es ist nicht auszuschließen, dass dabei auch nationale Überlegungen eine Rolle gespielt haben. Bauhofer war schließlich von Geburt her und seiner Muttersprache nach Deutscher. Als großer Verehrer Maria Dorotheas, die als Erzherzogin von Österreich seine große Gönnerin war und die seinem Wesen sicherlich sehr nahe stand, konnte er letztlich überhaupt kein „Antimonarchist“ sein.

### Letzte Lebensjahre und Tod
In seinem letzten Lebensjahr zog sich Bauhofer krankheitsbedingt ins Privatleben zurück. Er kümmerte sich um seine zahlreiche Familie, von der einige Mitglieder zu bedeutenden Persönlichkeiten heranwuchsen. Sein Sohn Stephan (1832–1906) madjarisierte seinen Namen auf István Bánhegyi und wurde ebenfalls evangelischer Pfarrer. Zwischen 1858 und 1861 wirkte er – wie zuvor sein Vater – als Prediger in seiner Geburtsstadt Sommerein. Später machte er eine steile kirchenpolitische Karriere, die als ungarisch-königlicher Schulinspektor und Buchautor endete. Aus Georg Bauhofers zahlreicher Nachkommenschaft, die als „Bánhegyi-s“ überwiegend im heutigen Ungarn leben, gingen einige bedeutende Kirchenmänner hervor.
Als Georg Bauhofer am 14. Juli 1864 im Alter von 58 Jahren für immer die Augen schloss, machte sich aufrichtige und tiefe Trauer breit. Die Meinungsverschiedenheiten um das Kaiserliche Patent von 1859 waren plötzlich vergessen. Bauhofers sterbliche Überreste wurden in der kleinen evangelischen Kirche von Ofen aufgebahrt. An der Beerdigung am 17. Juli 1864 nahm eine mehrtausendköpfige Menschenmenge teil. Die Altarliturgie und Trauerrede hielt Bauhofers langjähriger Weggefährte, Superintendent József Székács. Die Predigt wurde vom alten Michael Lang in deutscher Sprache gehalten. Vom Burgberg setzte sich der Leichenzug in Richtung des alten Tabaner Friedhofes in Bewegung, wo Pfarrer Bierbrunner das Abschiedsgebet sprach. Achtzig Jahre lang befand sich Bauhofers Grab auf diesem Gottesacker. Als 1944 der alte Tabaner Friedhof aufgelassen wurde, ist es der Fürsorge eines seiner Nachfolger, des damaligen Pfarrers von Ofen, Mátyás Varsányi zu verdanken, dass Bauhofers sterbliche Überreste samt ursprünglichem Grabstein in den größten Friedhof von Ofen, den Farkasréti temetö (etwa „Friedhof auf der Wolfswiese“) überführt und dort neu bestattet wurden, wo sein Grab auch heute noch häufig von Verehrern besucht wird.